# Bonapartenykus ultimus
Bonapartenykus ultimus ("Última Garra de Bonaparte") es la única especie conocida del género extinto Bonapartenykus de dinosaurio terópodo alvarezsáurido, que vivió a finales del período Cretácico, hace aproximadamente 70 millones de años entre el Campaniense y el Maastrichtiense, en lo que es hoy Sudamérica. Los restos fósiles se encontraron en la provincia de Río Negro, en el noroeste de la Patagonia, en la actual Argentina. Se encuentran albergados en la colección paleontológica del Museo Provincial Carlos Ameghino de la ciudad de Cipolletti. La especie tipo designada es "B. ultimus". Este nombre de especie y la descripción inicial aparecieron en un artículo publicado en Internet en diciembre de 2011, pero no se publicó hasta el año 2012. El nombre genérico honra al paleontólogo argentino José F. Bonaparte y la terminación latina onykus (garra); el nombre genérico indica que es el último miembro conocido de su familia. También el término ultimus hace referencia a la época en la que vivió, a finales del período Cretácico.
Se trata de una especie de tamaño medio, de alrededor de 2,6 metros de largo y un peso de 45 kilogramos, bípedo, dotado de un cuello largo que culminaba en una pequeña cabeza de hocico agudo y pequeños dientes. Tenía el cuerpo cubierto de plumas y su mano se encontraba muy reducida: tenía dedos cortos, con excepción del pulgar, que estaba agrandado, y poseía una enorme y pesada garra cuya función aún se desconoce.
Bonapartenykus se ha encontrado asociado con su nidada. Los huevos de Bonapartenykus fueron considerados lo suficientemente distintivos como para designar una nueva familia de huevos fósiles, Arriagadoolithidae, nombrada por el propietario del sitio donde se realizó el descubrimiento. Un análisis inicial lo sitúa como género hermano de Patagonykus dentro del nuevo taxón Patagonykinae.